# Río Ebro
Río Ebro este o arie protejată (arie specială de conservare — SAC, sit de importanță comunitară — SCI) din Spania întinsă pe o suprafață de 2.120,37 ha, integral pe uscat.

## Localizare
Centrul sitului Río Ebro este situat la coordonatele 42°05′21″N 1°36′13″W / 42.0891°N 1.6036°V.

## Înființare
Situl Río Ebro a fost declarat sit de importanță comunitară în martie 1999 pentru a proteja 29 de specii de animale. Situl a fost protejat și ca arie specială de conservare în martie 2017.

## Biodiversitate
Situată în ecoregiunea mediteraneană, aria protejată conține 14 habitate naturale: Lacuri eutrofice naturale cu vegetație de tip Magnopotamion sau Hydrocharition, Pășuni mediteraneene udate de apa mării (Juncetalia maritimi), Râuri cu maluri nămoloase cu vegetație de Chenopodion rubri p.p. și Bidention p.p., Râuri mediteraneene cu debit permanent cu specii de Paspalo-Agrostidion și galerii riverane de Salix și de Populus alba, Pseudostepă cu ierburi și specii anuale de Thero-Brachypodietea, Tufărișuri halo-nitrofile (Pegano-Salsoletea), Galerii de Salix alba și de Populus alba, Galerii și tufărișuri riverane sudice (Nerio-Tamaricetea și Securinegion tinctoriae), Tufărișuri halofile mediteraneene și termo-atlantice (Sarcocornetea fruticosi), Lande oro-mediteraneene cu formațiuni endemice de grozamă, Râuri mediteraneene cu debit permanent și vegetație de Glaucium flavum, Cursuri de apă de la nivel de câmpie la nivel montan, cu vegetație Ranunculion fluitantis și Callitricho-Batrachion, Liziere de ierburi înalte hidrofile de câmpie și de nivel montan până la alpin, Pajiști umede mediteraneene cu ierburi înalte de Molinio-Holoschoenion.
La baza desemnării sitului se află mai multe specii protejate:
- păsări (21): fluierar de munte (Actitis hypoleucos), pescăruș albastru (Alcedo atthis), rață mare (Anas platyrhynchos), egretă mare (Ardea alba), stârc cenușiu (Ardea cinerea), stârc roșu (Ardea purpurea), buhai de baltă (Botaurus stellaris), Bubulcus ibis,  prundaș gulerat mic (Charadrius dubius), barză albă (Ciconia ciconia), erete de stuf (Circus aeruginosus), erete vânăt (Circus cyaneus), egretă mică (Egretta garzetta), acvilă pitică (Hieraaetus pennatus), stârc pitic (Ixobrychus minutus), gaia neagră (Milvus migrans), stârc de noapte (Nycticorax nycticorax), Phalacrocorax carbo sinensis, Porphyrio porphyrio porphyrio, lăstun de mal (Riparia riparia), turturică (Streptopelia turtur)
- mamifere (4): castor (Castor fiber), vidră de râu (Lutra lutra), nurcă (Mustela lutreola), liliac cărămiziu (Myotis emarginatus)
- pești (3): Achondrostoma arcasii, Cobitis calderoni, Parachondrostoma miegii
- reptile (1): țestoasa de baltă (Emys orbicularis)

Pe lângă speciile protejate, pe teritoriul sitului au mai fost identificate 4 specii de amfibieni, 1 specie de mamifere, 3 specii de nevertebrate, 2 specii de pești.